# Europawahl in Deutschland 1979
- SPD: 35
- FDP: 4
- CDU: 34
- CSU: 8

Einschließlich Berliner Abgeordneten
- SOZ: 35
- LD: 4
- EVP: 42

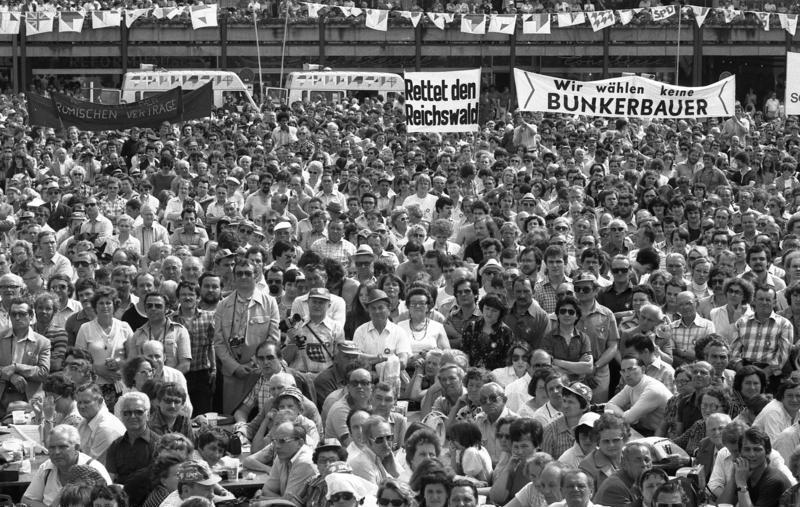
Eröffnungsveranstaltung des Wahlkampfes der SPD in Nürnberg

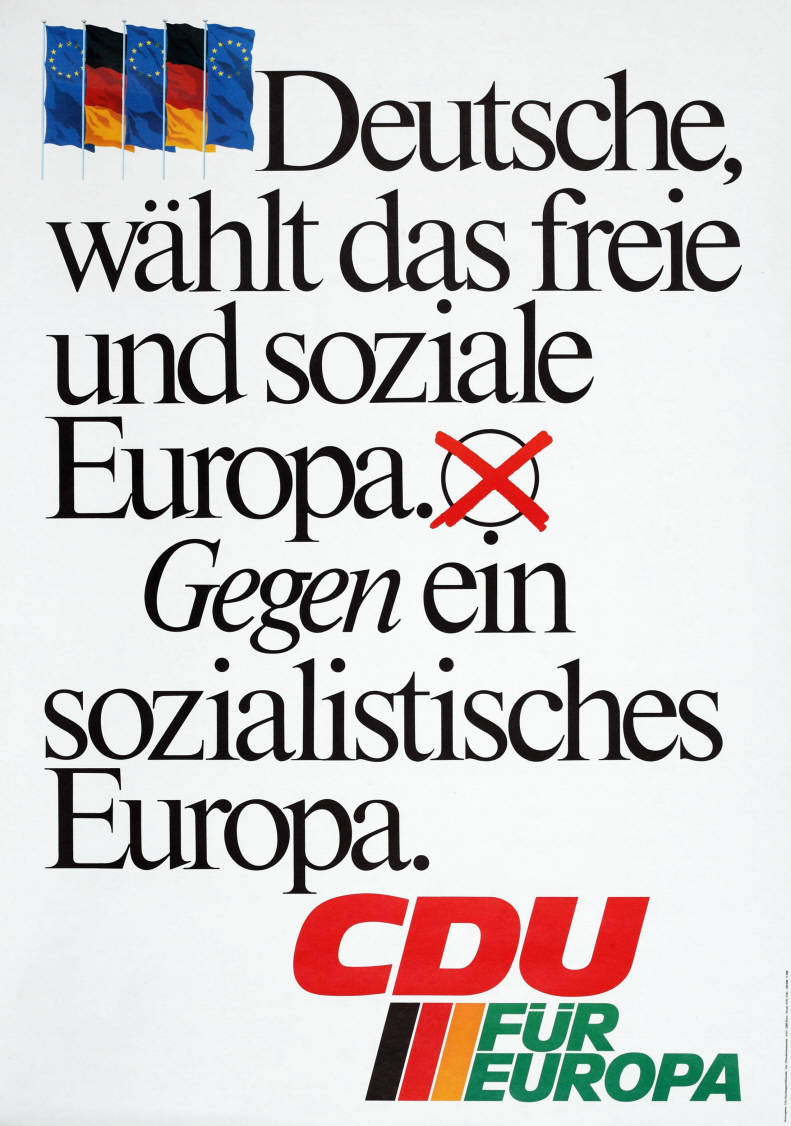
Wahlplakat der CDU

Die Europawahl in Deutschland 1979 war die erste Direktwahl von 78 deutschen Abgeordneten zum Europäischen Parlament. Sie fand im Rahmen der EG-weiten Europawahl 1979 am 10. Juni 1979 statt. Zur Wahl traten neun Parteien und Sonstige Politische Vereinigungen an.
Drei weitere deutsche Abgeordnete wurden aus West-Berlin entsandt. Auf Grund des speziellen Status des Gebiets wurden diese nicht direkt, sondern vom Berliner Abgeordnetenhaus gewählt. Am gleichen Tag fanden auch die Kommunalwahlen im Saarland 1979 statt.

## Ergebnis
Die Oppositionsparteien CDU und CSU erreichten zusammen mehr Mandate als die regierende SPD/FDP-Koalition. Mit der Sonstigen Politischen Vereinigung Die Grünen trat erstmals eine grüne Vereinigung bundesweit an; sie scheiterte zwar an der Sperrklausel von 5 %, das gute Ergebnis von 3,2 % und die daraus resultierende Parteienfinanzierung von 4,5 Mio. Mark führten aber zur Gründung der Bundespartei Die Grünen 1980.
| Listen                   | Listen                                                                      | Stimmen    | %    | Mandate |
| ------------------------ | --------------------------------------------------------------------------- | ---------- | ---- | ------- |
|                          | Sozialdemokratische Partei Deutschlands                                     | 11.370.045 | 40,8 | 35 a    |
|                          | Christlich Demokratische Union Deutschlands                                 | 10.883.085 | 39,1 | 34 a    |
|                          | Christlich-Soziale Union in Bayern                                          | 2.817.120  | 10,1 | 8       |
|                          | Freie Demokratische Partei                                                  | 1.662.621  | 6,0  | 4       |
|                          | Sonstige Politische Vereinigung / Die Grünen                                | 893.683    | 3,2  | –       |
|                          | Deutsche Kommunistische Partei                                              | 112.055    | 0,4  | –       |
|                          | Christlich Bayerische Volkspartei C.B.V. – Liga der Volksparteien Europas   | 45.311     | 0,2  | –       |
|                          | Europäische Arbeiterpartei (EAP) im Verband der European Labour Party (ELP) | 31.822     | 0,1  | –       |
|                          | Deutsche Zentrumspartei – Aktion demokratische Gemeinde                     | 31.367     | 0,1  | –       |
| Gesamt                   | Gesamt                                                                      | 27.847.109 | 100  | 81      |
|                          |                                                                             |            |      |         |
| Ungültige Stimmen        | Ungültige Stimmen                                                           | 251.763    | 0,9  |         |
| Wähler                   | Wähler                                                                      | 28.098.872 | 65,7 |         |
| Wahlberechtigte          | Wahlberechtigte                                                             | 42.751.940 |      |         |
|                          |                                                                             |            |      |         |
| Quelle: Bundeswahlleiter |                                                                             |            |      |         |

### Fraktionen im Europäischen Parlament
| Fraktion | Fraktion                                               | Mandate | Partei                             | Partei                                      | Mandate |
| -------- | ------------------------------------------------------ | ------- | ---------------------------------- | ------------------------------------------- | ------- |
|          | Fraktion der Europäischen Volkspartei                  | 42 / 81 |                                    | Christlich Demokratische Union Deutschlands | 34 / 81 |
|          | Fraktion der Europäischen Volkspartei                  | 42 / 81 | Christlich-Soziale Union in Bayern | 8 / 81                                      |         |
|          | Fraktion der Progressiven Allianz der Sozialdemokraten | 35 / 81 |                                    | Sozialdemokratische Partei Deutschlands     | 35 / 81 |
|          | Liberale und Demokratische Fraktion                    | 4 / 81  |                                    | Freie Demokratische Partei                  | 4 / 81  |